# Кавказская Гренадерская артиллерийская бригада
Кавказская гренадерская Великого Князя Михаила Николаевича артиллерийская бригада — артиллерийское соединение Русской императорской армии.

## История
- 18.04.1819 — сформирована Грузинская гренадерская артиллерийская бригада в составе Грузинской артиллерийской дивизии.
- 21.10.1820 — переименована в Кавказскую гренадерскую артиллерийскую бригаду в составе Кавказской артиллерийской дивизии.
- 1842 — Расквартирована в ур. Гамборы, Легкая № 2 батарея в ур. Джалал-Оглы, а Резервная № 1 батарея в ур. Мухровань.
- 26.09.1858 — Кавказская Гренадерская Его Императорского Высочества Великого Князя Михаила Николаевича Артиллерийская бригада.
- 06.08.1865 — В связи с упразднением Кавказской армии бригада вошла в состав Кавказского военного округа.
- 1866 — Расквартирована в г. Гори.
- 1877 — Расквартирована в г. Тифлис.
- 1878 — Участвовала в русско-турецкой войне.
- 17.12.1878 — Вошла в состав вновь образованного 1-го Кавказского армейского корпуса. Расквартирована в г. Тифлис.
- 01.11.1888 — 1-й Кавказский армейский корпус переименован в Кавказский армейский корпус.
- 1900 — Вошла в состав вновь образованного 2-го Кавказского армейского корпуса. Расквартирована в г. Тифлис.
- 30.12.1909 — Кавказская Гренадерская Великого Князя Михаила Николаевича Артиллерийская бригада (по случаю кончины шефа и для сохранения памяти о нём).
- 31.08.1914 — В составе 2-го Кавказского армейского корпуса подчинена командующему формируемой 10-й армии Северо-Западного фронта.
- 14.09.1914 — Корпус прибыл на фронт.
- 05.11.1914 — Корпус отправлен на усиление 1-й армии Северо-Западного фронта.
- 01.06.1915 — Корпус вошёл в группу Олохова (Юго-Западный фронт).
- 12.06.1915 — Группа Олохова передана в подчинение Северо-Западного фронта.
- 30.06.1915 — Группа Олохова переименована в 13-ю армию.
- 11.08.1915 — При разделении Северо-Западного фронта 13-я армия упразднена. Корпус выведен в резерв Западного фронта.
- Март 1916 — Корпус в составе 10-й армии Западного фронта.

## Формирование

### 1819
- Батарейная № 1 рота (бывшая Батарейная № 58 рота из резерва)
- Лёгкая № 2 рота (бывшая Лёгкая № 51 рота из 26-й Полевой артиллерийской бригады)
- Лёгкая № 3 рота (бывшая Лёгкая № 52 рота из 26-й Полевой артиллерийской бригады)

### 1833
- Батарейная № 1 батарея
- Батарейная № 2 батарея (сформирована из третьих дивизионов Батарейной № 1 и Лёгкой № 2 рот)
- Лёгкая № 1 батарея
- Лёгкая № 2 батарея

### 1835
- Батарейная № 1 батарея
- Лёгкая № 1 батарея
- Лёгкая № 2 батарея
- Резервная № 1 батарея (бывшая Парочная Батарейная № 4 рота из 20-й Полевой артиллерийской бригады)

### 1844
- Батарейная № 1 батарея
- Лёгкая № 1 батарея
- Горная № 1 батарея (бывшая Лёгкая № 2 батарея)
- Горная № 2 батарея (бывшая Резервная № 1 батарея)

### 1849
- Батарейная № 1 батарея
- Батарейная № 2 батарея (бывшая Горная № 2 батарея)
- Лёгкая № 1 батарея
- Горная № 1 батарея

### 1856
- Батарейная № 1 батарея
- Батарейная № 2 батарея
- Лёгкая № 1 батарея
- Горная № 1 батарея
- Резервная Лёгкая батарея (из резерва Кавказской артиллерии)
- Летучий Артиллерийский парк (из чинов третьих дивизионов 13-й Артиллерийской бригады)

### 1858
- Батарейная № 1 батарея
- Батарейная № 2 батарея
- Лёгкая № 1 батарея
- Лёгкая № 2 батарея (бывшая Лёгкая № 7 батарея из 21-й Артиллерийской бригады)
- Горная № 1 батарея
- Горная № 2 батарея (бывшая Горная № 3 батарея из 21-й Артиллерийской бригады)
- Резервная батарея (сформирована из чинов Запасной батареи вместо Резервной Лёгкой батареи, переведенной в 20-ю ртиллерийскую бригаду)
- Летучий Артиллерийский парк

### 1860
- Батарейная № 1 батарея
- Батарейная № 2 батарея
- Облегченная № 1 батарея (бывшая Лёгкая № 2 батарея)
- Легкая № 2 батарея (бывшая Лёгкая № 1 батарея)
- Летучий Артиллерийский парк

### 1866
- 1-я Батарейная батарея
- 2-я Батарейная батарея
- Облегчённая батарея
- Нарезная батарея (бывшая Лёгкая № 2 батарея)
- Горная батарея (из 19-й Артиллерийской бригады)

### 1874
- 1-я батарея (бывшая 1-я Батарейная батарея)
- 2-я батарея (бывшая 1-я Батарейная батарея)
- 3-я батарея (9-фунтовая; вновь сформирована)
- 4-я батарея (бывшая Облегчённая батарея)
- 5-я батарея (бывшая Нарезная батарея)
- 6-я батарея (скорострельная; вновь сформирована)

### 1897
- 1-й дивизион
  - 1-я батарея
  - 2-я батарея
  - 3-я батарея
- 2-й дивизион
  - 4-я батарея
  - 5-я батарея
  - 6-я батарея
  - 7-я горная батарея (бывшая 2-я горная батарея Кавказской Стрелковой бригады)

### 1910
- 1-й дивизион
  - 1-я батарея
  - 2-я батарея
  - 3-я батарея
- 2-й дивизион
  - 4-я батарея
  - 5-я батарея
  - 6-я батарея

### 1917
- 1-й дивизион
  - 1-я батарея
  - 2-я батарея
  - 3-я батарея
- 2-й дивизион
  - 4-я батарея
  - 5-я батарея (вновь сформирована)
  - 6-я батарея
  - 7-я батарея (легкая-позиционная; вновь сформирована)

## Командиры
- - 18.04.1819 — 25.04.1820 — полковник Копылов
  - 31.12.1820 — 20.04.1823 — полковник Копылов
  - ранее 01.07.1826  — хх.хх.1830 — подполковник (с 01.07.1826 полковник) Долгово-Сабуров, Фёдор Петрович
  - хх.хх.1830 — 28.03.1836 — полковник Цебриков, Владимир Иванович
  - 13.04.1836 — хх.хх.хххх — полковник (с 07.04.1846 генерал-майор) Нольде, Роман Иванович
  - хх.хх.хххх — 01.02.1854 — полковник (с 06.12.1853 генерал-майор) Мищенко, Николай Павлович
  - 01.02.1854 — хх.хх.1855 — полковник Москалёв, Александр Тихонович
  - хх.хх.1855 — 13.04.1856 — полковник Лагода, Константин Иванович
  - 25.06.1856 — 12.07.1858[1] — полковник Мамацев, Константин Христофорович
  - 22.11.1860 — хх.хх.1867 — генерал-майор Мамацев, Константин Христофорович
  - 06.12.1867 — 17.11.1884 — полковник (с 13.06.1877 генерал-майор) Кульстрем, Фёдор Лаврентьевич
  - 17.11.1884 — 11.10.1889 — генерал-майор Галафеев, Иван Вениаминович
  - 09.02.1897 — 13.04.1899 — генерал-лейтенант князь Химшиев, Георгий Спиридонович
  - 03.09.1904 — 05.07.1910 — полковник (с 06.12.1906 генерал-майор) Чикалин, Владимир Николаевич
  - 25.07.1910 — 23.10.1912 — генерал-майор Асеев, Дмитрий Павлович
  - 29.11.1912 — 07.05.1915 — генерал-майор Карпович, Иван Александрович
  - 18.05.1915 — 12.05.1916 — полковник (с 27.06.1915 генерал-майор) Папа-Фёдоров, Михаил Николаевич
  - 12.05.1916 — xx.xx.xxxx — полковник (с 13.09.1916 генерал-майор) Казбек, Иван Николаевич

## Нагрудные знаки

### 1-й, 2-й и 4-й батарей
Утвержден 19 декабря 1911 года в память 100-летнего юбилея батареи. Белый эмалевый Мальтийский крест, на середину которого наложен вензель генерал-фельдцейхмейстера вел. кн. Михаила Николаевича. Крест наложен на две скрещенные стальные пушки с юбилейными датами на казенной части: «1796—1896». Диам.— 43 мм.

### 5-й батареи
Утвержден 2 мая 1912 г. в память 100-летнего юбилея батареи. Белый эмалевый Мальтийский крест с вензелем генерал-фельдцейхмейстера вел. кн. Михаила Николаевича на середине. Крест наложен на две скрещенные стальные пушки с юбилейными датами на казенной части: «1812—1912». Диам.— 43 мм.

## Известные люди, служившие в бригаде
- Алиев, Эрис Хан Султан Гирей
- Брискорн, Пётр Иванович
- Гарковенко, Павел Евстафьевич
- Мамацев, Константин Христофорович
- Санковский, Андрей Степанович
- Фок, Анатолий Владимирович
- Шлиттер, Владимир Петрович